# Alocasia nycteris
Alocasia nycteris är en kallaväxtart som beskrevs av Medecilo, G.C.Yao och Madulid. Alocasia nycteris ingår i släktet Alocasia och familjen kallaväxter. Inga underarter finns listade.